# Stane Oswald
Stane Oswald, slovenski geodetski inženir, * 11. avgust 1907, Ljubljana, † 18. november 1950, Kočevje.

## Življenjepis
Med drugo svetovno vojno je bil zaprt v KZ Dachau.
Nazadnje je bil pomočnik ministra industrije Zvezne vlade DFJ. 20. septembra 1947 je bil aretiran. Bil je eden ob obtožencev na Diehl-Oswaldovemu procesu, kjer je bil obsojen na smrtno kazen z ustrelitvijo.